# BLMC Minissima
La BLMC Minissima è una concept car realizzata nel 1973.

## Contesto
Al salone dell'automobile di Londra del 1972, venne presentata la "Townscar", un prototipo di microcar progettato dal designer William Towns. Si trattava di interpretazione della Mini con dimensioni ancor più ridotte dell'originale e, per questo motivo, la richiesta di Towns d'essere ospitato nello stand BLMC (British Leyland Motor Corporation) viene accettata. 
La lunghezza della vettura è di soli 230 cm, ma riesce a mantenere i quattro posti nell'abitacolo, grazie al posizionamento estremamente avanzato del motore; il medesimo propulsore da 846 cm³ con trasmissione automatica che equipaggiava le Mini di serie. 
I posti posteriori sono collocati trasversalmente sulle fiancate dell'auto, in posizione "vis-à-vis", in modo da lasciare un piccolo corridoio centrale che consente di raggiungere i sedili anteriori dall'unica porta posteriore d'accesso. 
Il progetto piacque ai dirigenti della British Leyland che decisero di acquistarne i diritti, brevettare l'idea e realizzare il prototipo per l'omologazione. Per sottolineare l'evoluzione concettuale e la continuità con il modello precedente, la vettura venne denominata  "Minissima" e venne esposta al salone di Londra nel 1973. 
Le decisioni dell'ufficio di motorizzazione inglese, tuttavia, furono tali da bloccare sul nascere ogni entusiasmo. La vettura venne considerata pericolosa dalle autorità, proprio a causa dell'unico accesso posteriore che, in caso di tamponamento, avrebbe comportato un prevedibile ostacolo alla fuoriuscita dall'abitacolo degli occupanti. La costruzione in serie del modello fu, pertanto, abbandonata.
Il sopravvissuto prototipo è conservato presso il museo "Heritage Motor Centre" di Gaydon (Warwickshire).